# یواس‌اس نورویچ (۱۸۶۱)
یواس‌اس نورویچ (۱۸۶۱) (به انگلیسی: USS Norwich (1861)) یک کشتی بود که طول آن ۱۳۲ فوت ۵ اینچ (۴۰٫۳۶ متر) بود. این کشتی در سال ۱۸۶۱ ساخته شد.